# 2. česká národní hokejová liga 1987/1988
2. česká národní hokejová liga 1986/1987 byla 11. ročníkem jedné ze skupin československé třetí nejvyšší hokejové soutěže, druhou nejvyšší samostatnou v rámci České socialistické republiky.

## Systém soutěže
24 týmů bylo rozděleno do tří osmičlenných regionálních skupin. Ve skupinách se všech 8 klubů utkalo čtyřkolově každý s každým (celkem 28 kol). Vítězové všech tří skupin postoupily do finálové skupiny, ve které se utkaly dvoukolově každý s každým (celkem 4 kola). Vítězný tým postoupil do dalšího ročníku 1. ČNHL.
Týmy na posledních místech každé skupiny sestoupily do krajských přeborů.

## Základní část

### Skupina A
| Poř. | Tým                   | Z  | V  | R | P  | VB  | OB  | B  |
| ---- | --------------------- | -- | -- | - | -- | --- | --- | -- |
| 1.   | TJ ZVVZ Milevsko      | 28 | 19 | 4 | 5  | 148 | 83  | 42 |
| 2.   | TJ Baník Sokolov      | 28 | 17 | 5 | 6  | 142 | 98  | 39 |
| 3.   | VTJ Příbram           | 28 | 16 | 6 | 6  | 135 | 98  | 38 |
| 4.   | VTJ Klatovy           | 28 | 12 | 7 | 9  | 130 | 125 | 31 |
| 5.   | TJ Škoda Rokycany     | 28 | 8  | 6 | 14 | 104 | 131 | 22 |
| 6.   | TJ Vodní stavby Tábor | 28 | 9  | 4 | 15 | 102 | 129 | 22 |
| 7.   | VTJ Sušice            | 28 | 7  | 4 | 17 | 98  | 137 | 18 |
| 8.   | TJ Jitex Písek        | 28 | 4  | 4 | 20 | 68  | 126 | 12 |

### Skupina B
| Poř. | Tým                          | Z  | V  | R | P  | VB  | OB  | B  |
| ---- | ---------------------------- | -- | -- | - | -- | --- | --- | -- |
| 1.   | VTJ Litoměřice               | 28 | 20 | 0 | 8  | 149 | 81  | 40 |
| 2.   | TJ Stadion PS Liberec        | 28 | 17 | 2 | 9  | 142 | 109 | 36 |
| 3.   | TJ Žďas Žďár nad Sázavou     | 28 | 15 | 3 | 10 | 123 | 112 | 33 |
| 4.   | TJ DP I. ČLTK Praha          | 28 | 14 | 4 | 10 | 103 | 92  | 32 |
| 5.   | TJ Karbo Benátky nad Jizerou | 28 | 12 | 4 | 12 | 112 | 125 | 28 |
| 6.   | TJ VTŽ Chomutov              | 28 | 11 | 3 | 14 | 118 | 125 | 25 |
| 7.   | VTJ Racek Pardubice          | 28 | 8  | 1 | 19 | 102 | 122 | 17 |
| 8.   | VTJ Mělník                   | 28 | 5  | 3 | 20 | 90  | 173 | 13 |

### Skupina C
| Poř. | Tým                           | Z  | V  | R | P  | VB  | OB  | B  |
| ---- | ----------------------------- | -- | -- | - | -- | --- | --- | -- |
| 1.   | TJ Baník ČSA Karviná          | 28 | 24 | 0 | 4  | 146 | 72  | 48 |
| 2.   | TJ Baník Hodonín              | 28 | 19 | 3 | 6  | 155 | 105 | 41 |
| 3.   | VTJ VVŠ PV Vyškov             | 28 | 13 | 4 | 11 | 122 | 107 | 30 |
| 4.   | TJ AZ Havířov                 | 28 | 14 | 2 | 12 | 103 | 110 | 30 |
| 5.   | TJ Zbrojovka MEZ Vsetín       | 28 | 10 | 4 | 14 | 97  | 118 | 24 |
| 6.   | TJ Tatra Kopřivnice           | 28 | 8  | 5 | 15 | 83  | 117 | 21 |
| 7.   | TJ Lokomotiva Meochema Přerov | 28 | 6  | 4 | 18 | 97  | 125 | 16 |
| 8.   | TJ Prostějov                  | 28 | 5  | 4 | 19 | 85  | 134 | 14 |

Týmy TJ Jitex Písek, VTJ Mělník a TJ Prostějov sestoupily do krajských přeborů. Nahradily je kluby, jež uspěly v kvalifikaci TJ Tesla Kolín, TJ Uhelné sklady Praha a TJ Lokomotiva Pramet Šumperk.

## Finále
| Poř. | Tým                  | Z | V | R | P | VB | OB | B |
| ---- | -------------------- | - | - | - | - | -- | -- | - |
| 1.   | VTJ Litoměřice       | 4 | 2 | 1 | 1 | 21 | 15 | 5 |
| 2.   | TJ Baník ČSA Karviná | 4 | 2 | 1 | 1 | 17 | 15 | 5 |
| 3.   | TJ ZVVZ Milevsko     | 4 | 0 | 2 | 2 | 14 | 22 | 2 |

### Rozhodující utkání o postup do 1. ČNHL
Vzhledem k shodnému bodovému zisku a rovné vzájemné bilanci na prvních dvou místech rozhodlo o vítězství ve finále a tím i o postupu vzájemné utkání hrané na neutrálním hřišti v Pardubicích.
- VTJ Litoměřice – TJ Baník ČSA Karviná 6:0

Tým VTJ Litoměřice postoupil do dalšího ročníku 1. ČNHL. Nahradil ho sestupující tým TJ Slovan NV Ústí nad Labem.